# Sagina monticola
Sagina monticola är en nejlikväxtart som beskrevs av Merrill och Perry. Sagina monticola ingår i släktet smalnarvar, och familjen nejlikväxter. Inga underarter finns listade i Catalogue of Life.